# François-Xavier Bélanger
Pour les articles homonymes, voir Bélanger.
François-Xavier Bélanger (1833, Saint-Vallier – 19 janvier 1882, Québec) est un naturaliste et conservateur de musée.

## Biographie
François-Xavier Bélanger fit ses études classiques au petit séminaire de Québec.  Après quelques années comme instituteur à la campagne, il retourne à Québec où il s’engage au Courrier du Canada.  Des articles publiés dans le journal et traitant d’entomologie accompagnés d’illustrations de sa propre main attirent l’attention de l’abbé Léon Provancher.  Ce dernier l’incite à contribuer au Naturaliste Canadien.  Peu de temps après, on le nomme conservateur du musée de l’Université Laval, poste qu’il occupe jusqu’à sa mort en 1882.  Son successeur sera Charles-Eusèbe Dionne.